# Pinus muricata
Pinus muricata D. Don – gatunek drzewa iglastego z rodziny sosnowatych (Pinaceae). Występuje w Meksyku (Baja California) i USA (Kalifornia).

## Morfologia
PokrójKorona drzewa zaokrąglona, spłaszczona lub nieregularna. Często formuje zbite, splątane, kilkumetrowej wysokości zarośla, okrywające ziemię na przestrzeni kilkudziesięciu metrów.
PieńProsty lub skrzywiony, osiąga 24 m wysokości i do 90 cm średnicy. Kora ciemnoszara, głęboko, podłużnie spękana.
LiścieIgły zebrane po 2 na krótkopędach. Dorastają do 8–15 cm długości, (1,2)1,5(2) mm grubości. Lekko skręcone.
SzyszkiSzyszki męskie podłużnie jajowate, o długości do 5 mm, pomarańczowe. Szyszki żeńskie rosną grupami w okółkach, przeważnie asymetryczne, przed otwarciem podłużnie jajowate, po otwarciu wygięte, długości 4–9 cm. Siedzące lub na krótkich szypułkach o długości 2–4 mm. Nasiona elipsoidalne, ciemnobrązowe, długości 6–7 mm, opatrzone skrzydełkiem o długości 15–20 mm.

## Biologia i ekologia
Drzewo wiatropylne. Szyszki nasienne dojrzewają w ciągu 2 lat, pozostają na drzewie nawet 70 lat. Igły pozostają na drzewie przez 2–3 lata.

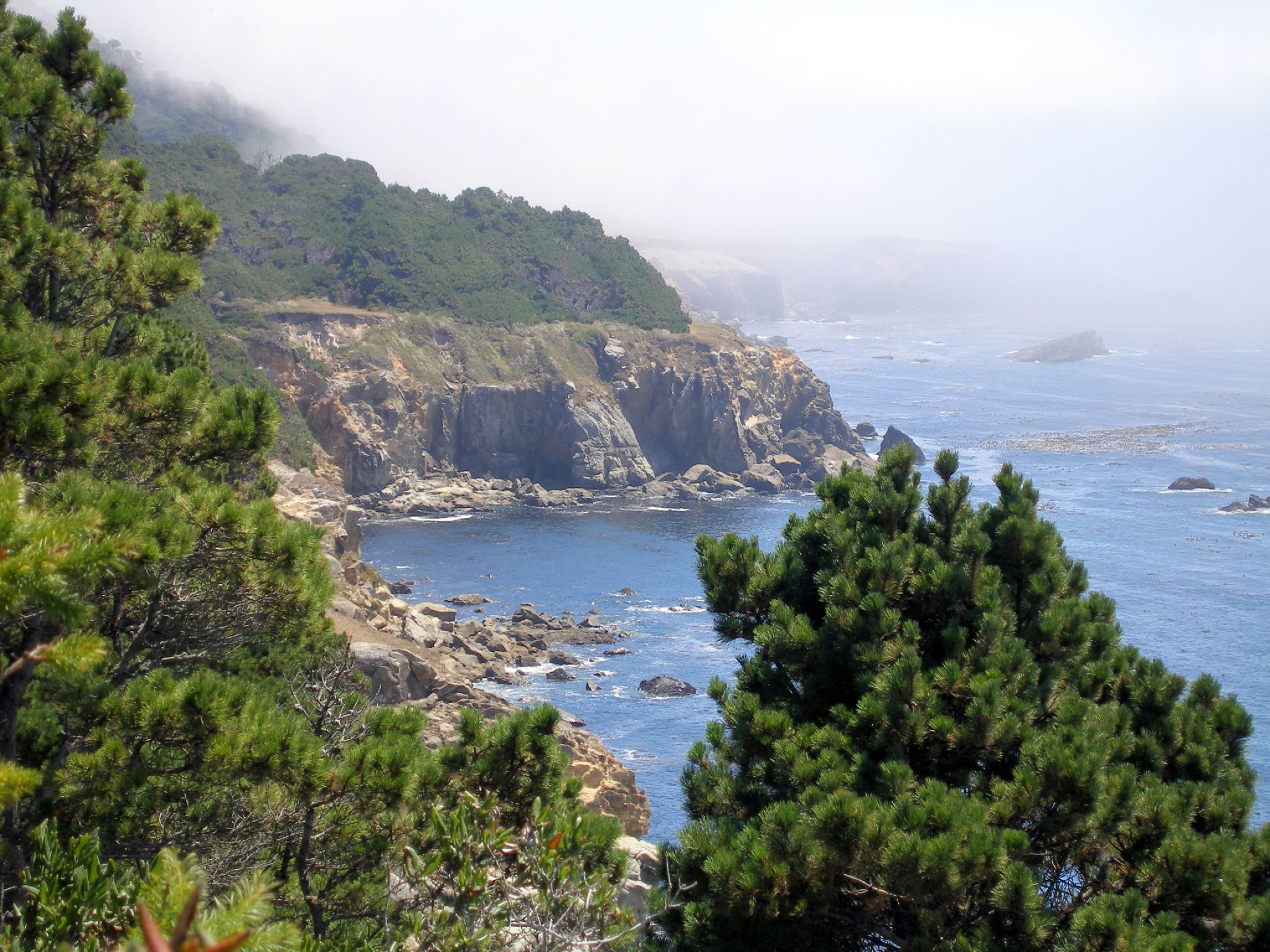
Siedlisko

Występuje na wysokości 0–300 m n.p.m..
Jest gospodarzem rośliny pasożytniczej Arceuthobium littorum (pasożyt pędowy).

## Systematyka i zmienność
Synonimy: Pinus edgariana Hartw., P. muricata var. anthonyi Lemmon, P. remorata H. Mason, P. muricata f. remorata (Mason) Hoover, P. muricata var. borealis Axelrod nom. inval., P. muricata var. stantonii Axelrod nom. inval., P. muricata var. remorata (H. Mason) Silba.
Populacje o małych, symetrycznych szyszkach, rosnące przeważnie na południowym krańcu zasięgu gatunku, są czasem wydzielane w odrębny gatunek Pinus remorata lub traktowane jako forma P. muricata f. remorata.
Pozycja gatunku w obrębie rodzaju Pinus:
- podrodzaj Pinus
  - sekcja Trifoliae
    - podsekcja Attenuatae
      - gatunek P. muricata

## Zagrożenia
Międzynarodowa organizacja IUCN przyznała temu gatunkowi kategorię zagrożenia NT (near threatened), czyli jest gatunkiem bliskim zagrożenia.